# Quận Monroe, Pennsylvania
Quận Monroe là một quận trong tiểu bang Pennsylvania, Hoa Kỳ. Quận lỵ đóng ở Stroudsburg.. Theo điều tra dân số năm 2000 của Cục điều tra dân số Hoa Kỳ, quận có dân số 169.842 người.
Quận này được hình thành từ các phần phía bắc của quận Northampton. Được đặt theo tên của James Monroe, tổng thống thứ năm của Hoa Kỳ, quận nằm ở phía đông của tiểu bang, dọc theo biên giới với New Jersey.
Quận này là nơi có Đại học Đông Stroudsburg. Quận Monroe là một trong những quận phát triển nhanh nhất ở bang Pennsylvania. Không chỉ có dân số tăng hơn 70% kể từ năm 1990, nhưng các lĩnh vực thương mại và bán lẻ đã tăng trưởng đáng kể. Có rất nhiều trung tâm mua sắm mới, và thậm chí nhiều hơn nữa đang được xây dựng và hiện đang được lên kế hoạch vào thời điểm này.

## Địa lý
Theo Cục điều tra dân số Hoa Kỳ, quận có diện tích 1598 kilômét vuông, trong đó có 23 km2 là diện tích mặt nước.